# Ster van Barnard

eigenbeweging van de Ster van Barnard

De Ster van Barnard is een rode dwerg (spectraalklasse M4) in het sterrenbeeld Slangendrager (Ophiuchus). De ster is met magnitude 9,5 niet met het blote oog te zien.
De ster is genoemd naar de astronoom Edward Emerson Barnard.

## Eigenbeweging
Barnard ontdekte in 1916 dat deze ster een zeer grote eigenbeweging heeft, de grootste van alle sterren. Jaarlijks verplaatst hij zich 10,39 boogseconden (-0,80 boogseconden in rechte klimming en +10,36 boogseconden in declinatie) ten opzichte van de andere sterren, ofwel een booggraad in 350 jaar.
Een dergelijke schijnbare eigenbeweging is alleen mogelijk als de ster niet ver weg is en inderdaad is de ster van Barnard, op de sterren van het Alpha Centauri-stelsel na, de dichtstbijzijnde andere ster bij het Zonnestelsel, op een afstand van 5,96 lichtjaar.
Met een radiële snelheid van -110,51 km/s (naar de Aarde toe) is naast de schijnbare snelheid ook de werkelijke snelheid hoog, ruim 160 kilometer per seconde schuin naar de aarde toe gericht. Hierdoor zal hij over 8000 jaar, met een afstand van nog maar 4 lichtjaar, dichterbij zijn dan Alpha Centauri. De eigenbeweging zal dan 25 boogseconden per jaar zijn en de magnitude 8,6.
Oorzaak van deze snelheid is dat de ster van Barnard niet, zoals de meeste sterren in de directe omgeving van de Zon, met ongeveer dezelfde snelheid rond het centrum van het melkwegstelsel draait, maar een bezoeker is vanuit de halo van het melkwegstelsel, die een sterk elliptische baan heeft en toevallig in de buurt van de Zon is.

## Planeten

### Onbevestigde planeten
In de jaren 60 stelde Peter van de Kamp dat de Ster van Barnard twee planeten ter grootte van Jupiter moest hebben, om de slingerbewegingen van de ster te verklaren. Uit nader onderzoek in de jaren 80 kon dit echter niet bevestigd worden, en men neemt nu aan dat Van de Kamp gehinderd werd door afwijkingen van de telescoop.
In 2018 bleek de ster toch een planeet te hebben. Deze planeet heeft de naam Ster van Barnard b gekregen en heeft een omlooptijd van ongeveer 233 dagen. Onderzoek suggereert dat de planeet minstens 3,2 keer zoveel massa heeft als onze aarde en dus een superaarde is.
De afstand tussen de planeet en de ster is klein: ongeveer 0,4 keer de afstand tussen de aarde en de zon. Dit betekent echter niet dat het warm is op de planeet, de Ster van Barnard is namelijk een koele rode dwergster die maar weinig licht en warmte geeft. Zo ontvangt de planeet slechts 2 procent van de hoeveelheid licht en energie die de aarde van de zon ontvangt. Dus ondanks de geringe afstand is het op de planeet waarschijnlijk dan ook behoorlijk koud. Onderzoekers vermoeden dat de oppervlakte van de planeet een temperatuur van zo’n -170 graden Celsius heeft en daarmee lijkt deze ongeschikt voor leven.
In 2021 werd bekend dat het gevonden signaal niet veroorzaakt wordt door een planeet, maar door activiteit op het steroppervlak.

### Bevestigde planeten
In 2024 werd bekendgemaakt dat een en mogelijk vier planeten waren gevonden bij deze ster. De vier (kleine) planeten werden bevestigd in 2025 door een onafhankelijke studie.